# Pedagogika naturalistyczna
Pedagogika naturalistyczna – nurt pedagogiczny, którego początki stworzył Jean-Jacques Rousseau, głosząc tezę swobodnego wychowania zgodnego z naturą dziecka. Naturalizm pedagogiczny odkrywał dziecko, jego potrzeby, zainteresowania, ograniczając rolę wychowawcy do czuwania nad jego rozwojem (pajdocentryzm).
Rozwój nauk biologicznych i psychologicznych przełomu XIX i XX wieku przyniósł krytykę szkoły tradycyjnej oraz odrodzenie myśli wychowania naturalnego. W Stanach Zjednoczonych na początku XX wieku pedagogika naturalistyczna przyjęła  nazwę "progresywizmu", którego inicjatorem był John Dewey. Progresywizm stał się początkiem dużego ruchu nowatorskiego zwanego nowym wychowaniem. Zaczęły powstawać szkoły eksperymentalne: John Dewey – szkoła pracy, William Heard Kilpatrick – metoda projektów, Celestyn Freinet – swobodna ekspresja dziecka, Edouard Claparède – szkoła na miarę dziecka, Owidiusz Decroly – szkoła życia przez życie, Helena Parkhurst – plan daltoński, Henryk Rowid – szkoła twórcza, Georg Kerschensteiner – szkoła pracy, i inne.

## Główne zasady
- wychowanie powinno być dostosowane do naturalnego rozwoju dziecka
- dziecko powinno uczyć się wtedy, gdy poczuje potrzebę zdobywania wiedzy
- nauczyciel ma stwarzać warunki do rozwoju potrzeb poznawczych i moralnych dzieci
- nauczanie powinno być zindywidualizowane
- szkoła ma pobudzać aktywność dziecka
- ocena prac indywidualnych i zbiorowych oraz testy pomiaru uzdolnień dzieci zamiast egzaminów
- udział uczniów w planowaniu programu
- nieprzywiązywanie znaczenia do nagród i kar z zewnątrz, poleganie na wewnętrznej motywacji dziecka
- położenie nacisku  na kooperację i pracę zespołową oraz twórczą ekspresję

## Zarzuty
- wychowanie jednostronne, oparte na nieuzasadnionych nadziejach co do rzeczywistego wpływu spontanicznej działalności ucznia na jego rozwój intelektualny,
- przesadne zainteresowanie dzieckiem,
- niedocenianie planowego wysiłku w zdobywaniu wiedzy,
- przedkładanie swobody nad karność, chwilowej potrzeby nad dalsze cele wychowania, doświadczenia indywidualnego nad społeczne, psychologiczną organizację nauczania nad konsekwencję logiczną, inicjatywę ucznia nad inicjatywę nauczyciela, przerost zajęć praktycznych, często przypadkowych pod względem treści, nad zajęciami umysłowymi, które zapewniałyby  dzieciom podstawy usystematyzowanej wiedzy o świecie.

## Opinie zwolenników
Oparcie pracy z dziećmi na dokładnej obserwacji ich działania – jest wiele książek opisujących wyniki takiego wychowania, m.in. o absolwentach szkoły Neilla "Summerhill" lub szkoły Rebeki i Mauricio Wild "Pesta". Rebeca Wild, niemiecka nauczycielka szkoły montessorowskiej, pisze: Podstawą naszej pracy jest zrozumienie, że dzieci nie są w żadnym wypadku mniej zdolnymi organizmami niż rośliny, i że tak jak i one przynoszą ze sobą ich własny program rozwojowy, który spełnia się w swoim czasie poprzez współdziałanie z odpowiednim otoczeniem.
Maria Montessori, włoska lekarka i pedagog z początku XX wieku, pisała: Dziecko jest twórcą samego siebie, Zadaniem otoczenia nie jest kształtowanie dziecka, lecz pozwolenie mu na pokazanie siebie. Dzieci wchłaniają świat od początku swojego życia. Jeśli im na to pozwolimy.
Stwarzając odpowiednie do wieku dziecka otoczenie, w którym znajdzie możliwość działania w kierunku aktualnych zainteresowań, pozwalamy mu na optymalny rozwój przyniesionych na świat zdolności. Wszyscy pedagodzy tego kierunku podkreślali wartość własnego doświadczenia i odmiennej jakości w ten sposób zdobytej wiedzy. Maria Montessori pisała: W nowoczesnym społeczeństwie nie ma miejsca na ludzi, którzy mają tylko głowę, ani dla tych, którzy mają tylko ręce.
Również żyjąca w tym samym czasie na Węgrzech Emmi Pikler, lekarka i pedagog, założycielka przyszłego instytutu Emmi Pikler "Loczy" w Budapeszcie, podkreślała rolę samodzielnego działania dziecka dla jego rozwoju: Istotne jest, żeby dziecko możliwie wiele rzeczy samo odkryło. Jeśli pomagamy mu przy rozwiązaniu wszystkich zadań, odbieramy mu właśnie to, co dla jego rozwoju najważniejsze jest. Dziecko, które poprzez samodzielne eksperymenty coś osiągnęło, posiada całkowicie inną wiedzę od tego, któremu zostało podane rozwiązanie.